# Фуратовка
Фуратовка (укр. Фуратівка) — село, относится к Саратскому району Одесской области Украины.
Население по переписи 2001 года составляло 340 человека. Почтовый индекс — 68210. Телефонный код — 4848. Занимает площадь 0,4 км². Код КОАТУУ — 5124582302.

## Местный совет
68210, Одесская обл., Саратский р-н, с. Меняйловка, ул. Школьная, 18